# Alfred Rowland
Alfred Rowland (* 9. Februar 1844 in Lumberton, Robeson County, North Carolina; † 2. August 1898 ebenda) war ein US-amerikanischer Politiker. Zwischen 1887 und 1891 vertrat er den Bundesstaat North Carolina im US-Repräsentantenhaus.

## Werdegang
Alfred Rowland besuchte die öffentlichen Schulen seiner Heimat. Während des Bürgerkrieges war er Leutnant im Heer der Konföderation. Dabei geriet er im letzten Kriegsjahr in Gefangenschaft, die er in Fort Delaware verbrachte. Nach einem anschließenden Jurastudium und seiner 1867 erfolgten Zulassung als Rechtsanwalt begann er in Lumberton in diesem Beruf zu arbeiten. Im Jahr 1867 war er Notar (Register of Deeds) im Robeson County. Politisch war er Mitglied der Demokratischen Partei. Zwischen 1876 und 1881 saß er mehrfach als Abgeordneter im Repräsentantenhaus von North Carolina.
Bei den Kongresswahlen des Jahres 1886 wurde Rowland im sechsten Wahlbezirk seines Staates in das US-Repräsentantenhaus in Washington, D.C. gewählt, wo er am 4. März 1887 die Nachfolge von Risden Tyler Bennett antrat. Nach einer Wiederwahl konnte er bis zum 3. März 1891 zwei Legislaturperioden im Kongress absolvieren. 1890 verzichtete Rowland auf eine weitere Kandidatur. In den folgenden Jahren praktizierte er in Lumberton als Anwalt. Dort ist er am 2. August 1898 auch verstorben.